# Stephen McPhail
Stephen John Paul McPhail (ur. 9 grudnia 1979) – irlandzki piłkarz występujący na pozycji pomocnika w Shamrock Rovers. Były reprezentant Irlandii.